# Маребіто
Маребіто — (яп. 稀人) — давнє японське слово, що означає божество, що періодично приходить в світ людей, як правило, в антропоморфному вигляді, а також людина, що ототожнюється з таким божеством або зображує його. Слово «маре» означає «рідкісний», а «біто»(від слова «хіто») означає «людина» або «божество». Сільські жителі, як правило, вітали Маребіто через ритуали або фестивалі. Першим, хто почав досліджувати феномен «маребіто» був японський етнограф, учень засновника японської етнографії, Янаґіта Куніо, Орігуті Сінобу.

## Походження поняття
Орігуті створив «концепцію маребіто» після поїздок на південні острови архіпелагу Рюкю — Яеяма — на початку 20-х років XX ст. «Маребіто» — термін, введений в науковий обіг саме Орігуті (у сучасній науці використовується також його аналог — райхосін — «божество-прибулець»). Вчені колеги Орігуті визнавали, що до нього релігійний феномен маребіто якби й не існував. Орігуті також стверджує, що з самого початку писемної літератури японська вимова китайського слова гості — це маребіто. Також похідними від маребіто є такі вимови цього терміну як марахіто та мародо. Друга частина слова — біто — може позначати як людину, так і божество або божественну сутність — камі. Коли біто розглядається як духовна сутність, це слово позначає камі, а коли біто розглядається як людина, тоді це слово позначає прийдешніх до села людей (мандрівних акторів, жебраків тощо). Як пояснює Орігуті, сенс, який він вкладав у поняття маребіто — це божества, або духовні сутності, що час від часу відвідували стародавні японські села. Вони приходили здалеку — із-за моря чи океану та приносили селянам щастя та прибуток, після чого повертались знов до своєї духовної країни.

## Концепція «маребіто» Орігуті Сінобу
В цілому концепція Орігуті полягає в тому, що на рубежі старого та нового року у село з Іншого світу — «країни Вічного миру» (Токойо), разом с душами предків приходять божества маребіто. Вустами «шаманок» вони промовляють заклинання щодо достатку в господарстві та здоров'я людей. Саме з цих заклинань та примов виникла усна література. Орігуті визначає поняття маребіто також як «божества до божеств», тобто давні народні божества, що не ввійшли у систему офіційної міфології, оформленої при дворі давніх японських імператорів, та в сінто. Взагалі, займаючись зібранням етнографічного матеріалу, Орігуті помітив та відзначив таку річ, що багато з міфів були притаманні лише певним місцевостям та складали так звану Малу Традицію та навіть мали протиріччя з визнаними міфами, які згадуються в таких визначних творах японської традиції як Кодзікі та Ніхон Сьокі.
Концепцію маребіто Орігуті склав з образів двох типів. Перший — «священні прибульці» божества камі, що приходять у певні пори року чи з певних причин, з давніх японських текстів («Манйосю», «Хітаті фудокі»). Інший — реальні служителі народних культів, мандрівники з розряду магіко-релігійних меншин, мандрівні актори та розповідачі казок, жебраки, що відвідували села по всій Японії в певній порі року у зв'язку з сезонними святами або без будь-якого зв'язку. На цій основі Орігуті намагається подати теорію про маребіто у літературному контексті та показати поєднання образу духовних сутностей і людей, які промовляють певні сакральні повідомленні — камігото, що в подальшому стали початком усних переказів, літератури та виконавчих видів мистецтва. Ці сакральні повідомлення, що виконуються спеціальними виконавцями, які й є маребіто, пов'язують два різні світи — сакральний та мирський. Орігуті пояснює, що камігото отримуються через шаманів у стані трансу, таким чином, є сакральними повідомленнями, так би мовити, з перших рук.. Люди вірять, що ці повідомлення йдуть від божеств, що відвідують сільських жителів на початку нового року. Ці повідомлення навіть містять інформацію про те, ким є це божество і звідки воно прийшло. Люди у сільських общинах довіряють шаманам, а отже й повідомленням, прийнятим через них.
От як описує Орігуті сакральні повідомлення, камігото: «Відомо, що повторювані слова, повідомлення або історії у давні часи створювали те ж саме відчуття, що й написані тексти. Це виникало через те, що повторювання одних й тих саме слів або повідомлень створювало особливу риму. Люди створювали такі типи рими, щоб зберегли камігото з роками». Орігуті стверджує, що саме таким чином, перша усна традиція у Японії набула форми епічного віршування. Ця форма — це сакральні монологи божеств, які поширювались у давніх сільських громадах через шаманів. Орігуті намагається довести, що камігото, отримані від камі, були джерелом різних форм японської літератури.

## Концепція «Токойо, країни вічного достатку»
Теорія Орігуті про маребіто пов'язана також з уявленнями про країну Токойо, з якої приходять рідкі гості, або «священні божества-прибульці». Токойо — це міфічна «Країна вічного достатку», яка в віруваннях локалізується за морем, за горизонтом, а також у підводному та підземному світах. Також, це — країна, куди мертві йдуть після своєї смерті. Вважається, що дістатись до цієї країни звичайним людям неможливо. Це підсилюється Рюкюським міфом про те, що на острові Ісігакі, що входить в групу островів Яеяма в архіпелазі Рюкю, існує печера, що веде до Нііру, або підземного світу — аналог країни Токойо на островах Рюкю. Два чудовиська-велетня чергують біля входу до цієї країни. Вони виходять з печери час від часу, та приносять з собою тайфуни, що наказати поганих людей. Проте за повір'ями, підземний світ не лише приносить лиха, але й благополуччя — звідти приходять душі предків на особливі свята вшанування предків.
Концепція Токойо як «заморського краю безсмертних» склалась під впливом даоських ідей шень-сянь-сян — «батьківщина божественних геніїв». Китайці локалізували цю країну на міфічному острові Пенлай (японською — Хорайсан), у Східнокитайському морі. За легендою, вони навіть відправляли туди свої морські експедиції у III-І століттях до н. е., які досягли у своїй мандрівці Окінави, що як раз й ототожнювалась з цим легендарним островом. В подальшому китайці цю країну перенесли у гори, проте на Окінаві залишились уявлення про Токойо, як острівну країну десь за морем. Таким чином, китайські вірування про країну безсмертних на острові Пенлай стали одним з джерел японо-рюкюських вірувань у маребіто.
Ієрогліф «йо» — у понятті Токойо — це надзвичайно містке поняття, лише словарні його значення — це «світ, світло, життя, суспільство, століття, епоха, час, покоління, потомство». Показово, що в самій Японії, а також на островах Рюкю селяни називали словом «йо» (або «ю» на островах Рюкю) — рис. На Окінаві приходящі божества із країни Нірай-канай, що є аналогом Токойо, виступають подателями родючості («ю»), яке через їхнє благословення доставляється раз у рік людям. Після збору врожаю виснаженому полю потрібне нове джерело сили — нове «ю». Тому богів запрошують або заманюють із Нірай-канай, щоб принесли новий «ю», а в обрядах і святах люди виражають радість, що їх «ю» оновлений.
Пов'язаний з ним термін Юі (яп. Йогоі — буквально "випрошування «ю») — дуже важливий на Рюкю обряд моління про багатий врожай. Він відповідає японському новорічному тосігоі-но мацурі («обряд випрошування нового року/врожаю»). На островах Міяко обряд юкуі проводиться у 9 місяці місячного календаря, тобто у жовтні. Його проводять похилого віку жінки юта, що беруть на себе «священні обов'язки» та моляться за гарний врожай у святилищах утакі (що позначає священні діброви). Одне з головних божеств Міяко — це Юнунусу (володар «ю»), який приходить на острови з півдня та приносить з собою достаток, мир, процвітання, та вшановується як божество-предок і божество-захисник села.
Як вже було зазначено, Нірай-канай — так називається Потойбічний світ на островах Рюкю. Він відповідає «країні Вічного миру» (Токойо) та «Кореневій країні» (Не-но куні) Японії. Нірай-канай — це «райська земля», де живуть божества та куди відправляються душі померлих, але це не світ мертвих і цим від як раз і відрізняється від японської «Кореневої країни» — «країни смерті».
Нірай-канай вважається джерелом усіх форм життя та всіх благ, які приходять звідти в цей світ. Так, звідти були принесені рис і вогонь; давній культ божества вогню та домашнього вогнища — один з головних на островах Рюкю. Поширена думка про те, що світ Нірай-канай знаходиться «десь за морем», наприклад, це — острів у східних морях; у дійсності, в культах, віруваннях і фольклорі Рюкю Нірай-канай локалізується не лише за горизонтом, але й під водою (на дні моря), і під землею. На о. Іріомоте (архіпелаг Яеяма) сіцу (яп. сецубун) — свято зміни пори року проводиться в жовтні та позначає закінчення теплого сезону. На другий день свята проводиться обряд юкуі, де відбувається ритуальна процесія по морю та перегони на човнах для того, щоб здобути якомога більше «ю». При цьому вважається, що море — це оселя богів з Іншого світу, яка є десь за горизонтом, а саме «ю» (сила плодючості) приходить здалеку, може прийти навіть з морського дна. Коли човни йдуть у море, звучить пісня, що зазиває божеств прийти. Потім човни мчать до берега, щоб якомога швидше привезти невидимих звичайним зором божеств, що тримають «ю». Воду, що потрапила в човен, не виливають, оскільки вважається, що вона теж містить «ю».

## Народні свята, пов'язані з маребіто

### Пурі
Вірування в маребіто на островах Рюкю можна проілюструвати на прикладі одного зі свят під назвою Пурі. Населення островів Аеяма зазиває приходящих божеств, які називаються Акамата та Куромата на свято. Ім'я цих божеств походять від кольору їхніх масок. Слова «ака» в акамата значить червоний, «куро» в куромата — чорний. Акамата вважається чоловічою постаттю, а Куромата — жіночою. Ці два божества з'являються на святі в обладунках з листя, тримаючи ціпок та починають виконувати танець під ритми барабану. Після того, як маребіто закінчують танцювати, вони починають відвідини осель всього села. Акамата та Куромата не промовляють жодного слова, а просто танцюють біля кожної хати хвилину, таким чином, благословляючи її та її мешканців. Ці божества рік-у-рік приходять до села, і не зважаючи на те, що вони не передають жодного сакрального повідомлення, сам їхній прихід в певний час означає важливе повідомлення, передане від прибулих божеств. В цьому сенсі Акамата та Куромата — маребіто, як це показано у теорії Орігуті. Роль маребіто виконують чоловіки села, яких називають йомотігамі — божества, що приносять багатий достаток. Ми знов таки бачимо ієрогліф «йо» в йомотігамі, що означає достаток та гарну плодючість. Орігуті вказує, що давні японці виражали тісні стосунки між чоловіком та жінкою за допомогою цього ієрогліфу. Він називає ці божества, Акамата та Куромата, парою божеств. А таким чином, вони символізують також людську плодючість та приносять гарний врожай з Іншого світу, Нірай-канай.

### Маюн-ганасі
Ще одним віруванням у маребіто є вірування в Маюн-ганасі (яп. майо-но камі; «ма» — істинний, священний; «йо» — життя, плодючість, благо). Це вірування у «божества», що приходять з Іншого світу й раз на рік приносять людям щастя та гарний врожай. Обряд бере своє походження від легенди про те, що у канун нового року з моря у поселення прийшов мандрівник та попросив притулку на ніч. Усі селяни, до яких він звертався, відмовили йому, окрім однієї бідної людини, яка запросила його до оселі. Цим мандрівником був маюн-ганасі — «божество священного блага». Він хотів перевірити доброту та щедрість людей. Як подяку за притулок маюн-ганасі благословив домівку цієї бідної людини та пообіцяв прийти в наступному році. Після цього впродовж року цей чоловік розбагатів, а оселя перетворилась на багату та пишну домівку. Наступного разу, коли маюн-ганасі прийшов до села, усі селяни теж стали запрошувати божество. Він же сказав, що тепер його заступники будуть благословляти людей. І навчив деяких людей промовляти сакральні слова — заклинання. Після цього обряд маюн-ганасі почав проводитись селянами.
У серпні та вересні по місячному календарю на острові Аеяма починається свято Сіцу (Зміна сезону), який присвячується закінченню старого сезону вирощування рису та початку нового сезону. Ввечері збираються вісім учасників обряду — молоді хлопці, що родились у рік собаки. Вони діляться по два на чотири групи, для того, що обійти усі оселі. Учасники перевтілюються у маюн-ганасі — одягають довгі накидки, що скривають усе тіло, великі капелюхи з листя пальми (маски не використовуються, але обличчя пов'язані білими рушниками, а тому невидимі). Вони беруть плетені сітки та довгі посохи, полощуть рот святою водою, що принесена з особливого колодязя (колодязі — це отвори, через які можна пройти в Інший світ), мають при собі миску з сіллю, символ захисту від нечистої сили. Тепер ці люди — вже не люди, а божества, та вони не можуть говорити людською мовою.
В першу чергу маюн-ганасі відвідують оселю легендарного добросердного бідняка. Головний маюн-ганасі промовляє «божественні слова» — заклинання. Потім господар та маюн-ганасі обмінюються чашечками саке та разом пригощуються. Маюн-ганасі отримують від господаря подарунки та кладуть у спеціальну сумку на поясі. При виході з дому вони виконують танець з ціпками. Господар шанобливо збирає листя з полу, що впали з накидок гостей, як ознаку відвідування божеств. До ранку маюн-ганасі обходять всі будинки села. На світанку проводиться священний обряд повернення молодих хлопців у людську подобу. Цей обряд тайний та проводиться у цілковитій темряві — стороннім дивитись на нього заборонено.

### Паанту
Інший обряд, пов'язаний з відвідуванням маребіто, що має багато столітню історію, проводиться на островах Міяко. Маребіто в цьому обряді називається паанту. Роль паанту виконують молоді місцеві хлопці, об'єднані в особливу організацію. На діалекті Міяко паанту — значить «перевертень», але у той самий час паанту називають божеством — паанту-камі. Вважається, що вони виганяють з поселення злих духів та хвороби, захищають жителів від усяких лих та приносять щастя. Паанту уособлюють образ померлих предків та відносяться до божеств, що приходять з-за моря, з Іншого світу, Нірай-канай. Сам обряд вчені відносять до розряду ініціації («випробування-посвячення»). Паанту з'являються в сутінках з прибережних мангрових чагарей з ціпками та в шатах з листя, трави та водоростей. Вони обмазані нечистотами, які беруть на дні колодязів. Колодязі на Рюкю, як і печери, вважаються отворами, що ведуть до підземного Іншого світу, який може бути як під землею, так і під водою або за краєм горизонту. В одній руці вони тримають маски богів-предків, за якими скривають свої обличчя. По два-три («Батько», «Мати» та «Дитина») вони ходять по вулицях — нападають на усіх, кого бачать на вулиці, переслідують тих, хто біжить від них, можуть навіть збивати з ніг чи заганяти на дахи, та обкидають нечистотами. Паанту навіть зупинять автомобілі, що проїжджають повз них, та також обмазують їх багнюкою. Вони можуть входити в будинки (особливо, нові) та також залишають багнюку. Ця багнюка — речовий символ «ю», родючості та достатку, принесеного з Іншого світу.